# Qanate von Palermo

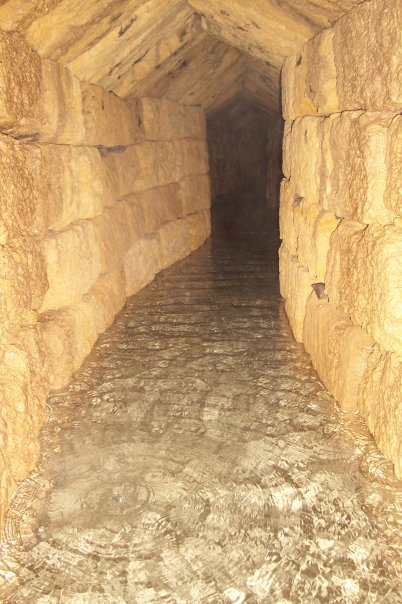
Qanat Gesuitico Basso

Die Qanate von Palermo sind ein System unterirdischer Stollen, mit denen das Grundwasser angrenzender Berghänge unterirdisch in die Stadt Palermo geleitet wurde.

## Überblick
Es wird angenommen, dass die Technik der Wasserversorgung durch Qanate von den Arabern nach Sizilien gebracht wurde und dass die ersten Qanate in Palermo unter Hassan al-Kalbi, der 948–954 Emir von Sizilien und Begründer der dortigen muslimischen Dynastie der Kalbiten war, gebaut wurden, um die Wasserversorgung der schnell wachsenden Stadt sicherzustellen.
Dafür gibt es jedoch keine Belege. Schriftlich ist die Existenz der Qanate von Palermo erst durch al-Idrisi unter der Herrschaft Rogers II. bezeugt. Daher ist nicht klar, ob die Qanate unter Roger II. erstmals angelegt oder nur weiter ausgebaut wurden.
Die Qanate von Palermo dienten der Trinkwasserversorgung der Stadt, zum Bewässern von Feldern und Gärten, und auch zum Speisen der zahlreichen künstlichen Bäche und Seen des königlichen Parks. Auch das Wasser der künstlichen Brunnen in den Schlössern La Zisa und Uscibene wurde durch Qanate zugeführt. Einige Stollen dienten auch der Entwässerung des Stadtgebiets und als Abwasserkanäle.  Die Qanate blieben über mehrere Jahrhunderte in Betrieb.
Die drei hauptsächlichen Qanate von Palermo sind der Qanat Gesuitico Alto, der Qanat Gesuitico Basso und der Qanat dell’Uscibene.

## Qanat Gesuitico Basso
Koordinaten: 38° 6′ 33″ N, 13° 19′ 59″ O
Der Zugang zum Qanat Gesuitico Basso (unterer Jesuitenqanat, auch Qanat della Vignicella genannt) befindet sich auf dem Gelände der Psychiatrischen Klinik (Ospedale Psichiatrico) von Palermo neben dem ehemaligen Hauptgebäude des Jesuitenklosters La Vignicella. Von diesem Jesuitenkloster leiten sich auch die Bezeichnungen dieses Qanats ab.
Der Qanat Gesuitico Basso ist aus einem etwa 60 cm breiten und 4 m hohen Stollen gebildet, zu dem 14 Schächte hinabführen.